# Station Maarheeze
Station Maarheeze is een station aan de spoorlijn Eindhoven - Weert. Het station ligt bij de Noord-Brabantse plaats Maarheeze.

## Geschiedenis
Het oorspronkelijke station, geopend in 1913, had een eilandperron en lag direct naast het dorp. In 1938 is dit station gesloten, maar de overblijfselen van het perron zijn pas begin jaren '90 opgeruimd.
Op 22 april 2004 werd de Stichting Station Maarheeze opgericht, een groep inwoners van Maarheeze die zich inzetten voor de bouw van een nieuw station Maarheeze. De nadruk lag daarbij op de belangrijke regionale functie die het station kan vervullen aan de Poort van Brabant langs de A2.
Het nieuwe station Maarheeze is op 13 juni 2010 geopend. Het station ligt niet op de locatie van het oude station maar ten zuiden van het dorp aan de Driebos, nabij industrieterrein Den Engelsman. Het station is daardoor direct vanaf afrit 37 van de A2 te bereiken.
Sinds 2023 neemt de NS maatregelen tegen overlast door bewoners van het azc in het nabijgelegen Budel.

## Voorzieningen
Aan weerszijden van het station zijn (onbewaakte) fietsenstallingen. Tevens is een selfservice OV-fiets huurlocatie aanwezig. Aan de westzijde van het station liggen 194 parkeerplaatsen voor auto's. Parkeren is gratis. Bij de parkeerplaats bevindt zich een cafetaria.

## Treinverbindingen
In de dienstregeling 2025 stoppen hier de volgende treinseries:
| Serie | Treinsoort    | Route                                                                     | Bijzonderheden |
| ----- | ------------- | ------------------------------------------------------------------------- | --- |
| 6400  | Sprinter (NS) | Tilburg Universiteit – Tilburg – Eindhoven Centraal – (Maarheeze – Weert) | Rijdt tussen 20:00 en 22:00 uur en op zondag 1x/uur tussen Eindhoven Centraal en Weert. Rijdt na 22:00 uur 1x/uur op het hele traject. |

## Busverbindingen
De volgende buslijnen van Hermes stoppen bij het station in Maarheeze:
| Lijn      | Route                                                                                             | Bijzonderheden |
| Streekbus | Streekbus                                                                                         | Streekbus      |
| --------- | ------------------------------------------------------------------------------------------------- | -------------- |
| 11        | Eindhoven - Heeze-Leende - Soerendonk - Maarheeze - Budel - Budel-Schoot - Budel-Dorplein - Weert |                |
| Buurtbus  |                                                                                                   |                |
| 255       | Maarheeze - Soerendonk - Gastel - Budel                                                           |                |
| 256       | Valkenswaard - Heeze-Leende - Maarheeze                                                           |                |
| 258       | Weert - Nederweert - Someren-Eind - Someren - Someren-Heide - Maarheeze - Sterksel - Heeze        |                |

## Ontwikkeling aantal reizigers
Het aantal door NS vervoerde reizigers (per gemiddelde werkdag) ontwikkelde zich sedert 2019 als volgt:
| Jaar | Aantal reizigers |
| ---- | ---------------- |
| 2019 | 1.481            |
| 2020 | 686              |
| 2021 | 772              |
| 2022 | 1.091            |
| 2023 | 1.251            |
| 2024 | 1.290            |

## Galerij

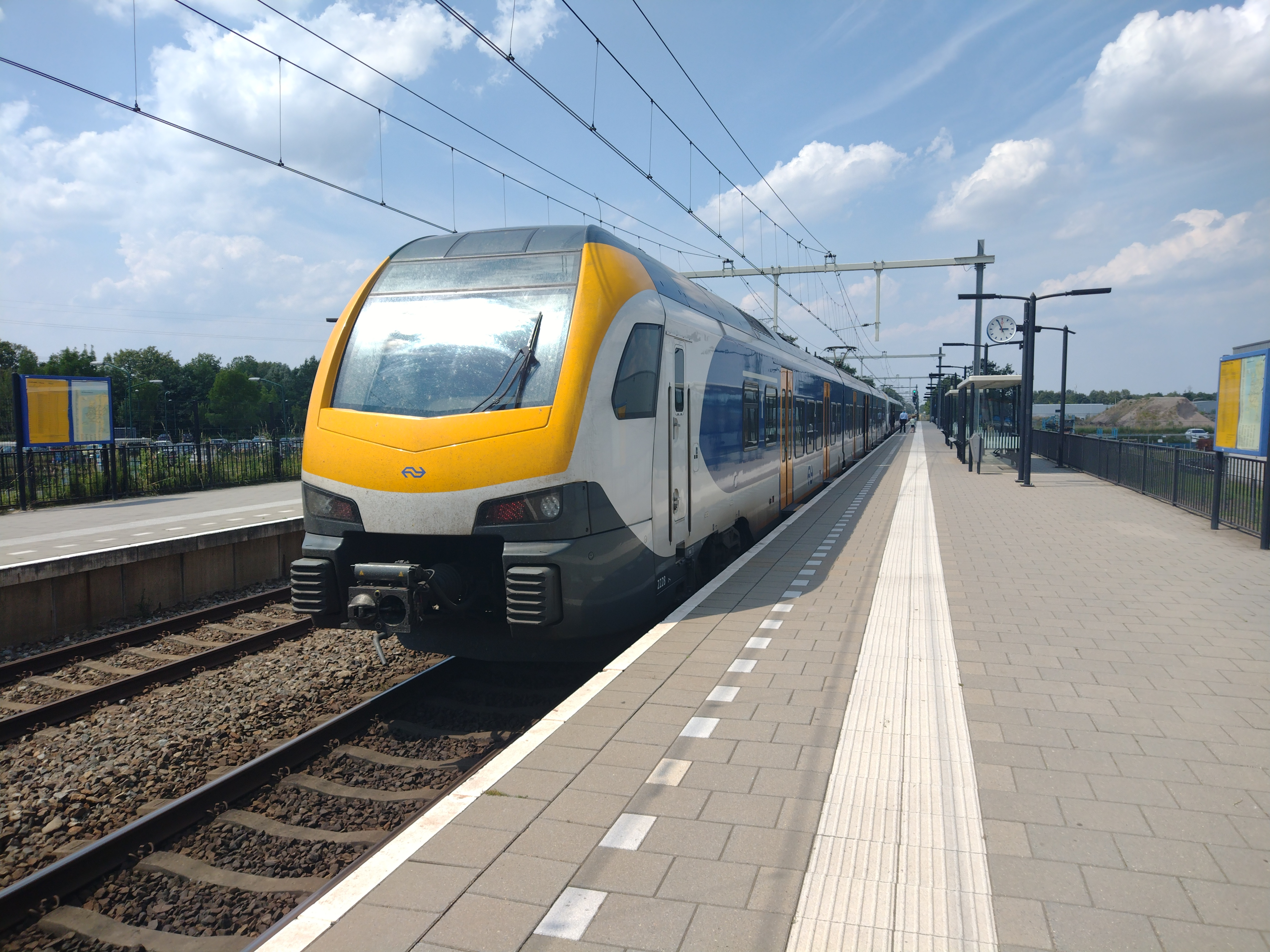
NS FLIRT op het station
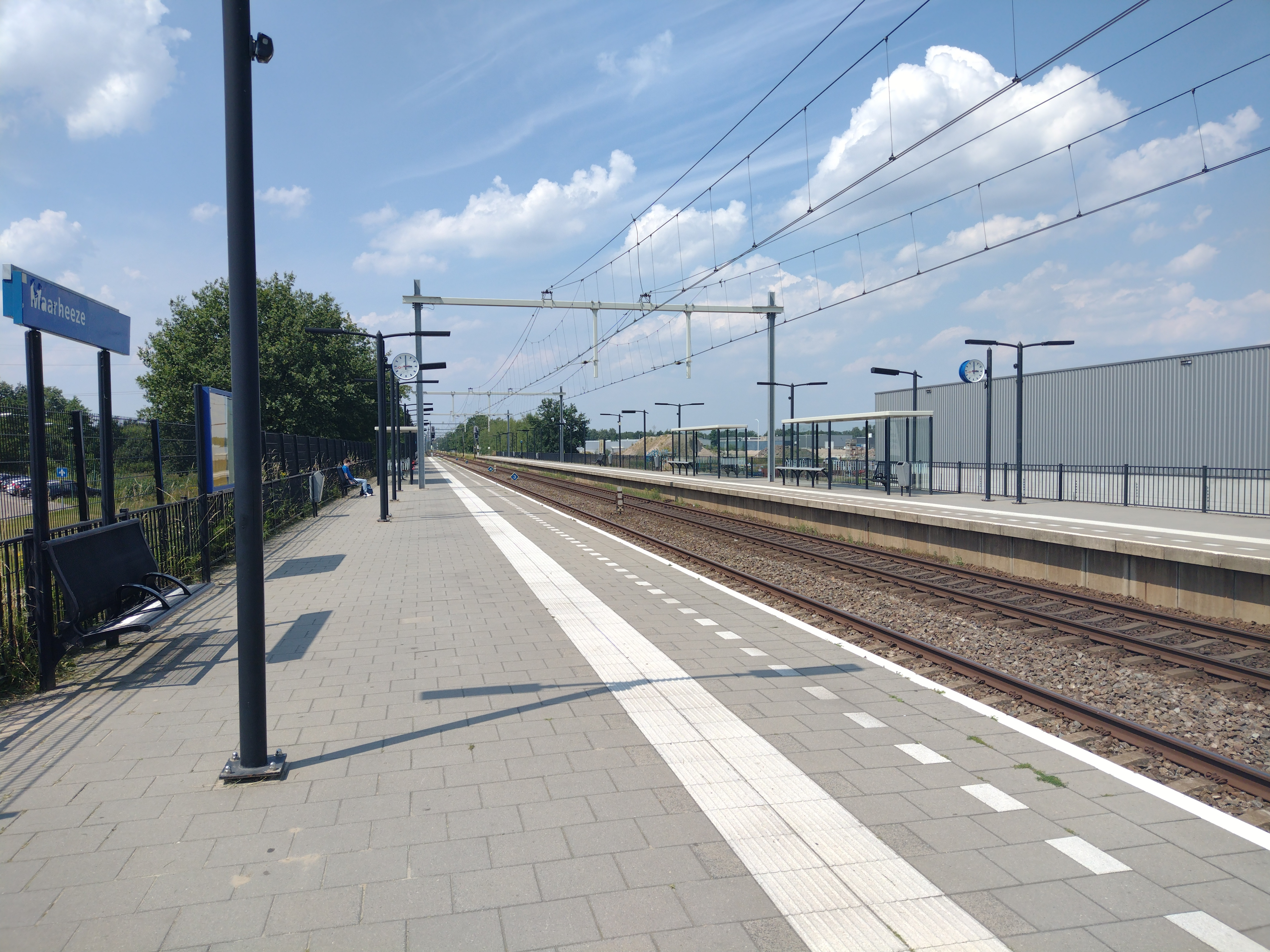
De perrons
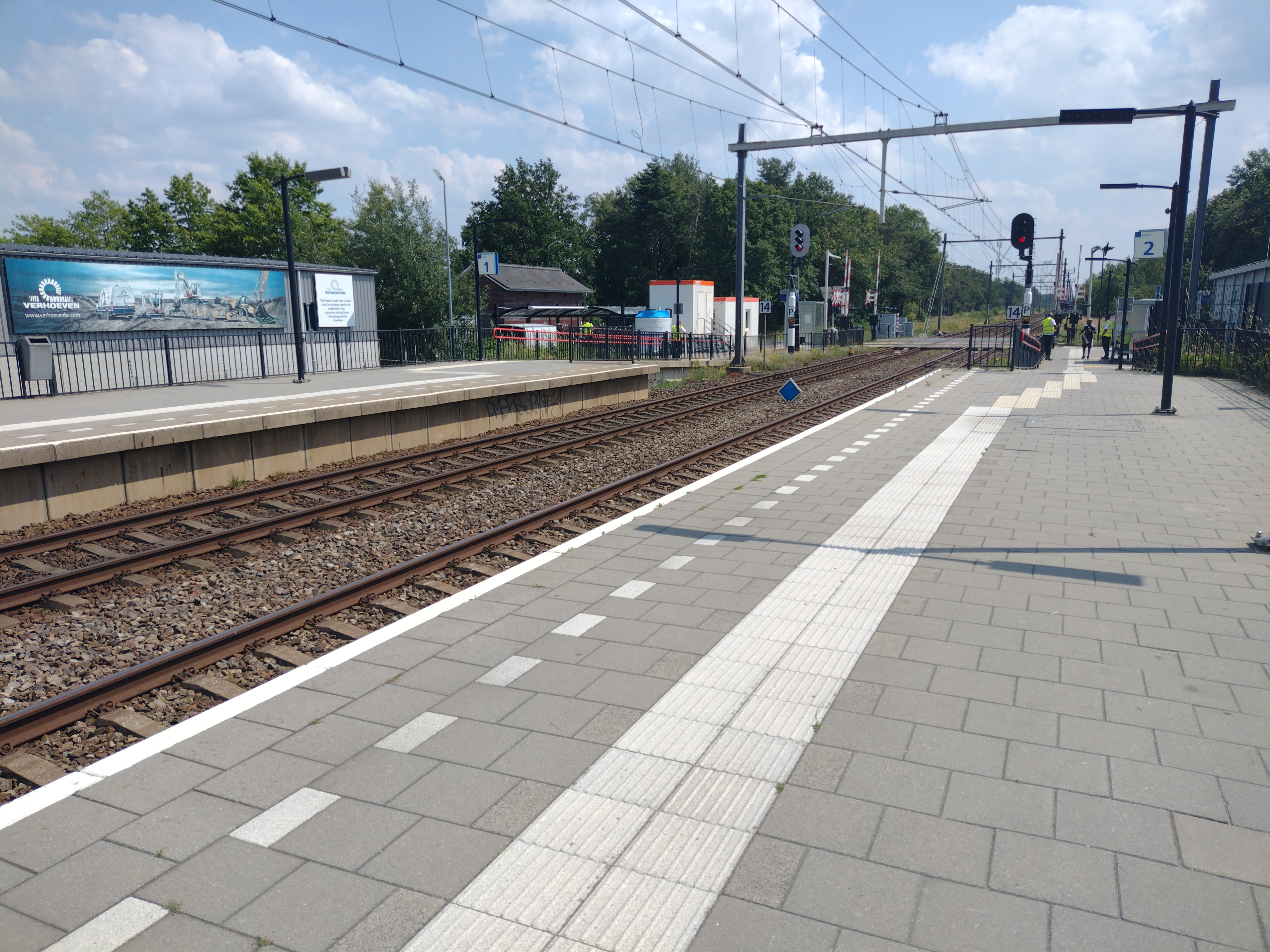
Beveiligingsmedewerkers bij de opgangen van de perrons